# Pliva (företag)

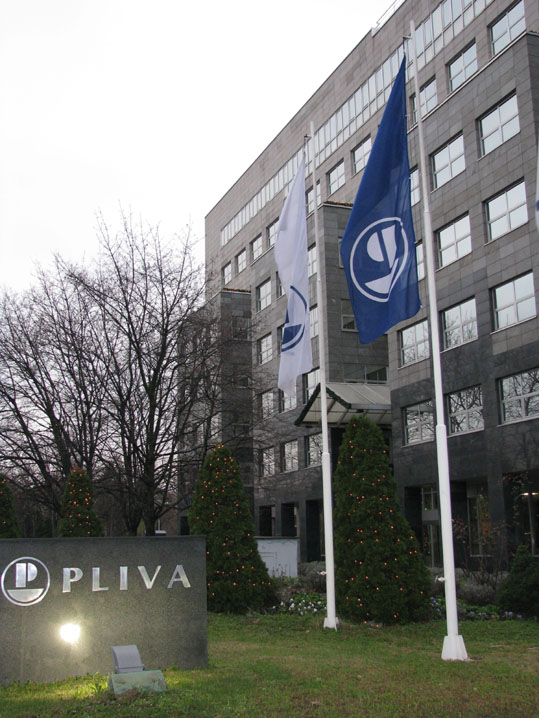
Plivas huvudkontor i Zagreb

Pliva d.o.o. är ett kroatiskt läkemedelsbolag med huvudkontor i den kroatiska huvudstaden Zagreb. Bolaget, som är östra och centrala Europas största läkemedelsbolag, grundades 1921 och har idag filialer eller dotterbolag i arton länder världen över. Pliva d.o.o. är del inom den internationella koncernen Teva Pharmaceutical Industries. 
Pliva d.o.o. är specialiserat på utveckling, produktion och distribution av generiska läkemedel, inklusive biologiska läkemedel, cytostatika och andra generiska samt aktiva farmaceutiska substanser.
1980 upptäckte en grupp forskare inom bolaget substansen azitromycin. Forskargruppen som leddes av doktor Slobodan Ðokić bestod av Gabrijela Kobrehel, Gorjana Radobolja-Lazarevski och Zrinka Tamburašev. Efter patentering såldes medicinen under namnet Sunamed i Kroatien och östra Europa. Genom ett licensavtal med Pfizer lanserades Azitromycin under namnet Zithromax i USA, västra Europa och Japan där den är ett av de mest sålda antibiotika. Royalties för licensen var en av Plivas största inkomstkällor fram till patentets utgång 2005 och en av förutsättningarna för Plivas snabba expandering i Europa och USA.
Pliva d.o.o. har filialer eller dotterbolag i Belarus, Bosnien-Hercegovina, Kazakstan, Kina, Lettland, Litauen, Nederländerna, Nordmakedonien, Rumänien, Ryssland, Schweiz, Slovakien, Slovenien, Storbritannien, Tjeckien, Tyskland, Ukraina, och Ungern.

## Historia
- 1921 grundar det Zagrebbaserade företaget Kaštel d.d. och det Budapestbaserade företaget Chinoin ett gemensamt bolag i staden Kaštel utanför  Karlovac. Bolagets namn blir Kaštel d.d.
- 1936 blir Kaštel d.d. ett av de första bolagen i världen som tillverkar sulfonamider.
- 1945 blir Kaštel en del av bolaget Pliva.
- 1980 upptäcker en forskargupp inom bolaget substansen azitromycin som patenteras samma år.
- 1986 sluts ett licensavtal mellan Pliva d.d. och läkemedelsbolaget Pfizer som ger det sistnämnda rätten att sälja azitromyzin i USA, västra Europa och Japan. I Sverige säljs medicinen under namnet Zithromax.

## Övrigt
Nobelpristagaren Vladimir Prelog har varit verksam i bolaget. Han anställdes 1935, innan han hunnit få Nobelpriset.